# Gmina Massillon

Położenie Gminy Massillon w hrabstwie Cedar

Gmina Massillon (ang. Massillon Township) – gmina w USA, w stanie Iowa, w hrabstwie Cedar. Według danych z 2000 roku gmina miała 330 mieszkańców, a jej powierzchnia wynosi 90,85 km².